# Točená zmrzlina
Točená zmrzlina je zmrzlina připravovaná z tekuté směsi během odběru ze stroje na přípravu točené zmrzliny. Taková zmrzlina je také nazývána jako zmrzlina soft, což lze volně přeložit také jako zmrzlina lehká, teplá, měkká.
Existuje také druh točené zmrzliny vyráběný ze zákazníkem zvolené kombinace zmrzlinového základu a mraženého ovoce, která je rozmixována a natočena speciálním strojem. 

## Příprava
Zatímco pro výrobu klasické hard zmrzliny se používají výrobníky zmrzliny, v nichž po vložení zmrzlinové směsi dochází k zmražení celé dávky najednou, vyrábí se točená zmrzlina kontinuálně, tedy vždy pouze množství potřebné pro daný odběr. Zmrzlina je tedy vždy čerstvě vyrobená a od klasické zmrzliny se liší hustotou, tuhostí.

## Složení
Točené zmrzliny v Česku mají velmi rozdílnou kvalitu. Většinou se jedná o mražené krémy s rostlinným tukem, barvivem, konzervanty a chemickými příchutěmi. Existují však i kvalitní výrobky, které obsahují smetanu, mléko a příchutě z originálních surovin.

## Stroje na točenou zmrzlinu
Na rozdíl od klasického výrobníku zmrzliny mají stroje na točenou zmrzlinu zásobníky směsí, odkud odebírají potřebnou směs pro danou výrobu. Směsí ze zásobníků se plní válce, kde dochází k vlastní výrobě zmrzliny. Starší stroje využívaly k plnění válců pouze gravitace, zatímco novější modely jsou vybaveny speciálními nášlehovými čerpadly směsí. Tato čerpadla (zubová nebo pístová) směs ze zásobníků pod tlakem vstřikují do výrobních válců stroje. Tímto nášlehem je směs výrazně obohacena o vzduch a zvětšuje svůj objem. Zvyšují se také pocity smetanovosti, hebkosti a lehkosti z takové zmrzliny. Zmrzlina také působí teplejším dojmem.
Nášlehová čerpadla u zmrzlinových strojů na výrobu točené zmrzliny jsou dnes nejžádanějším kritériem při výběru zařízení pro tento způsob přípravy zmrzliny. Největší podíl na trhu těchto vysoce sofistikovaných strojů mají jednoznačně italské firmy, které jako jedny z prvních začaly zavádět a zdokonalovat tuto technologii až do dnešní podoby.
Alternativou ke klasickým strojům na točenou zmrzlinu jsou zmrzlinové mixéry, které drtí mražené ovoce se zmrzlinovým základem a na míru tak připraví točenou zmrzlinu s ovocem dle přání každého zákazníka. Stroje jsou jednodušší k čištění a nabízí velké množství příchutí, ze kterých mohou zákaznící vybírat. 